# Modern Artillery
Modern Artillery è il terzo album in studio del gruppo musicale australiano The Living End, pubblicato nel 2003.

## Tracce
- Versione internazionale

1. What Would You Do? - 1:28
2. One Said to the Other - 2:46
3. Who's Gonna Save Us? - 3:21
4. End of the World - 3:36
5. Jimmy - 3:29
6. Tabloid Magazine - 3:21
7. In the End - 4:16
8. Maitland Street - 4:07
9. Putting You Down - 3:47
10. Short Notice - 2:43
11. So What? - 2:58
12. Rising Up from the Ashes - 3:16
13. Hold Up - 2:28
14. The Room - 8:07

## Formazione
- Chris Cheney – voce, chitarra
- Travis Demsey – batteria
- Scott Owen – contrabbasso, cori